# سیب‌های سیمین ماه
سیب‌های سیمین ماه (به انگلیسی: Silver Apples of the Moon) آلبومی در سبک موسیقی الکترونیک از هنرمند اهل ایالات متحده آمریکا، مورتون سباتنیک است که در سال ۱۹۶۸ میلادی منتشر شد. نام آلبوم الهام‌گرفته از یکی از اشعار ویلیام باتلر ییتس است.
این آلبوم موسیقی، اولین آلبوم پرآهنگِ الکترونیک است که جهت تهیه و پخش، موردِ قبولِ یک کمپانیِ نشرِ موسیقی قرار گرفت و در سال ۱۹۶۷ میلادی، انحصاراً برای شرکت نانساچ ضبط شد.

## فهرست آهنگ‌ها
1. "بخش اول (A)" – ۱۶:۳۳
2. "بخش دوم (B)" – ۱۴:۵۲

## دست‌اندرکاران
- مورتون سباتنیک - هنرمند اصلی، یادداشت‌های توضیحی
- بردفورد اِلیس - ترمیم دیجیتال، مسترینگ، ریمیکس
- میشائل هوئنیش - مسترینگ، ریمیکس
- ه.ی. کروپ - طراحِ روی جلد آلبوم
- تونی مارتین - طراحی‌ها و تصاویر